# Cloreto de metiltionínio
Cloreto de Metiltionínio (marca comercial Rember) é um fármaco que foi desenvolvido inicialmente pela TauRx Therapeutics, em que os estudos iniciais mostraram a potencial inibição da Proteína tau, agregatória.

## Mecanismo de ação
As proteínas tau são necessárias à saúde do neurônio. No entanto quando existe a doença de Alzheimer essas proteínas começam a enovelar-se. O rember impede que isso ocorra, bloqueando a comunicação entre as taus.

## Ensaios clínicos em2008
A Universidade de Aberdeen fez um estudo de fase II com o medicamento, envolvendo 321 pacientes com doença de Alzheimer leve em Singapura e Reino Unido e verificou que a droga utilizada 3 vezes ao dia durante 50 semanas atrasa o desenvolvimento da doença em 81%.